# Eustenophasma constricta
Eustenophasma constricta là một loài bướm đêm trong họ Geometridae.